# Hambach an der Weinstraße
Pour les articles homonymes, voir Hambach.
Hambach devenu le 21 octobre 1935 Hambach an der Weinstraße à cause de son territoire viticole a été rattachée à la ville voisine de  Neustadt an der Weinstraße en 1969.
Le lieu est surtout connu pour la fête de Hambach qui eut lieu au château de la commune en 1832. Ce rassemblement de démocrates eu un fort retentissement dans l'ensemble de la confédération germanique à l'époque.

## Geographie

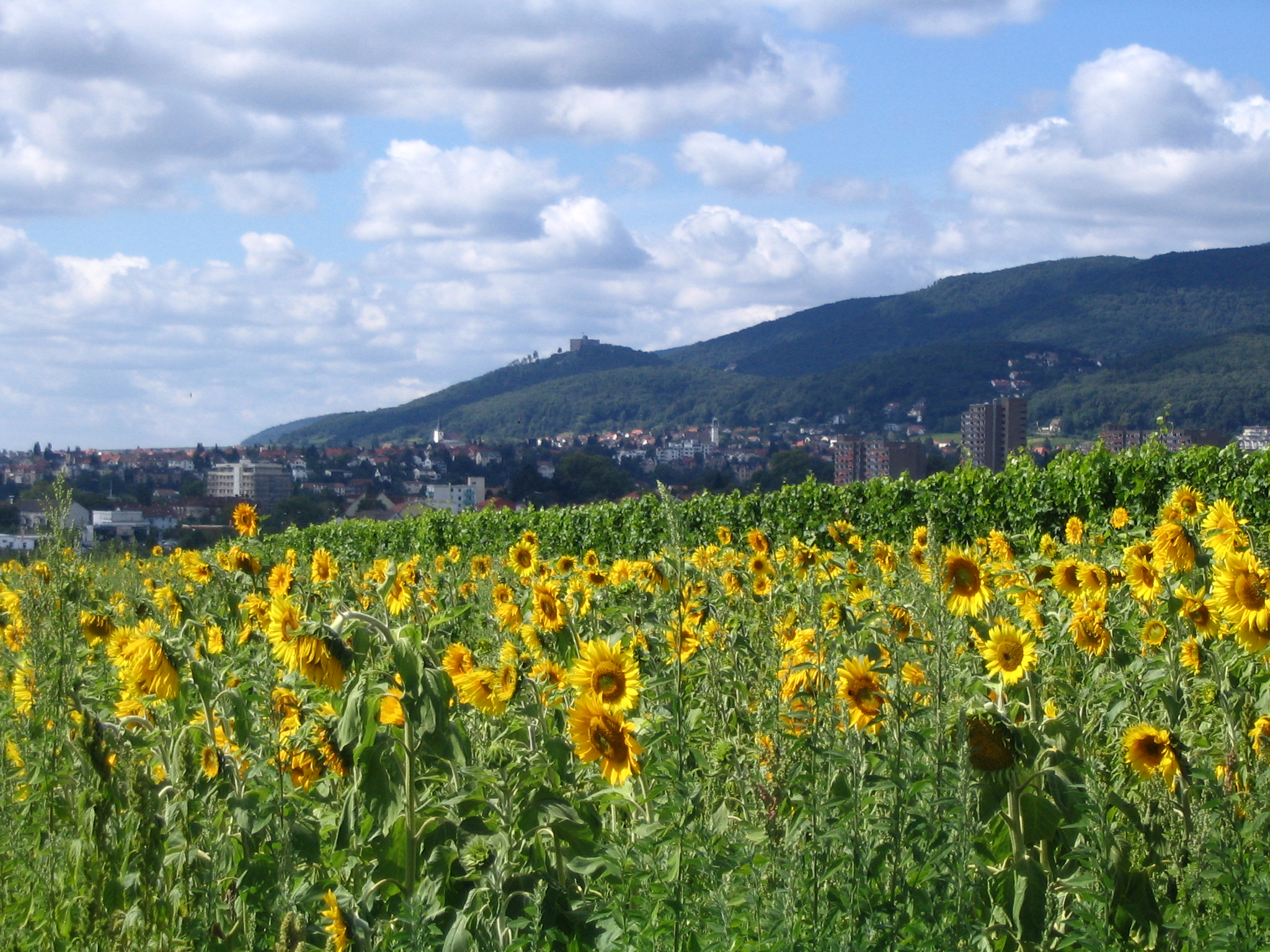
Vue de Neustadt et de Hambach depuis le nord-est, le château se trouve en arrière-plan

Hambach est située à une altitude d'environ 150 m dans le Vorderpfalz (palatinat de l'avant) dans le fossé rhénan.
La ville de Neustadt se situe au nord-est, au sud se trouve le quartier de Diedesfeld appartenant à la même ville.

## Histoire

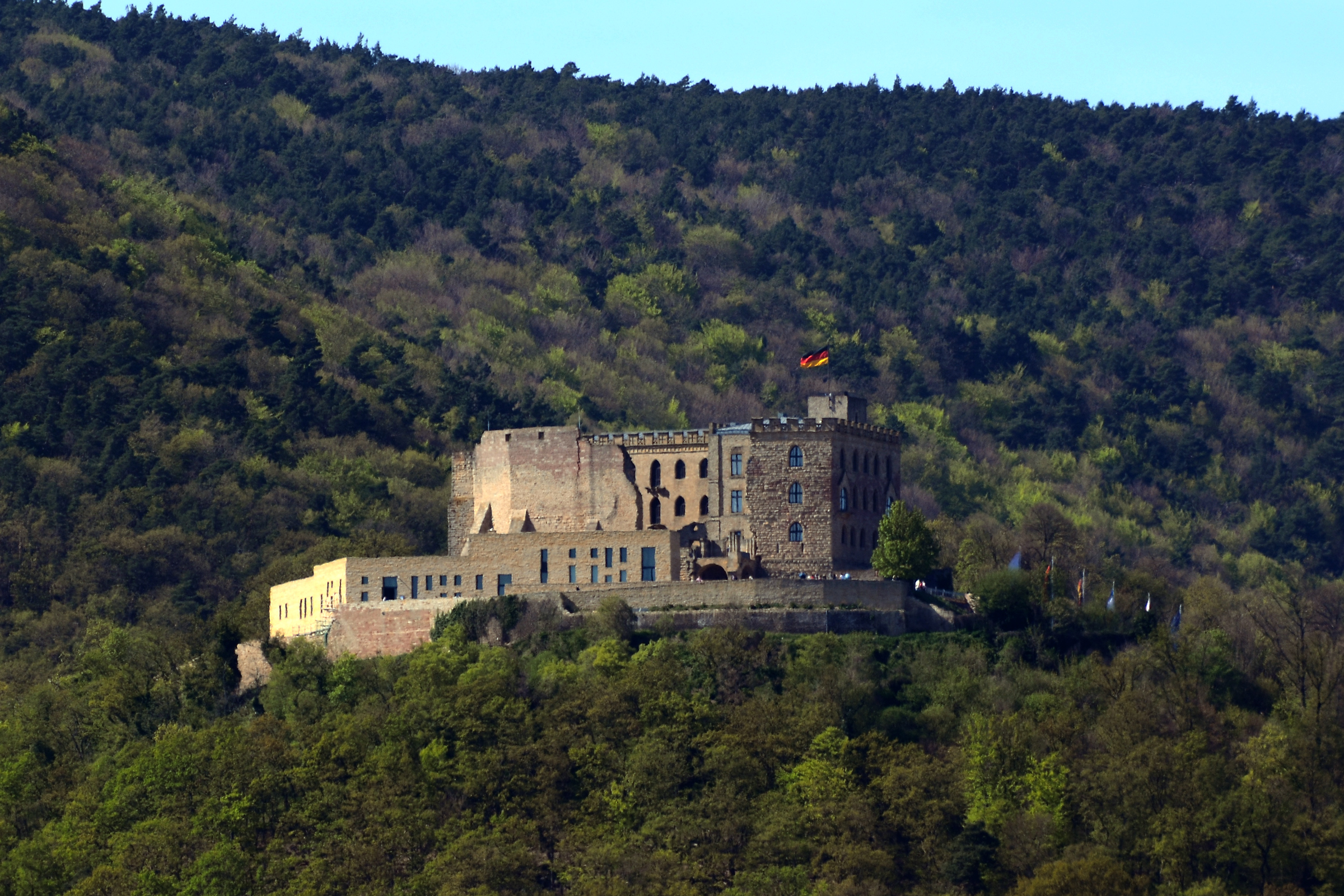
château de Hambach

La voie romaine locale, où se trouve de nos jours la Dammstraße, servait de liaison entre Strasbourg et Mayence.
La colonie romaine du nom de Hantio ne semble pas s'être perpétuée par la suite. Le nom de Hambach provient du francique « Haganbach ».
Le nom est cité pour la première fois dans un document datant de 865, il veut dire qu'un ruisseau sortait d'un « Haye », c'est-à-dire un petit bois.
Dans Hambach passe le chemin de pèlerinage de Saint-Jacques-de-Compostelle palatin.
Les trois quartiers sont dénommés en fonction de la hauteur : « Oberhambach » (haut-Hambach ), « Mittelhambach » (moyen-Hambach) et « Unterhambach » (bas-Hambach).
Le quartier de Unterhambach est souvent confondu avec sa rue principale la Andergasse.
L'événement le plus important concernant la ville est la fête de Hambach de 1832 où le mouvement démocrate allemand se réunit pour décider de la marche à suivre vers l'unité allemande.
Le 7 juin 1969, la ville perd son indépendance est devient une partie de Neustadt an der Weinstraße
Am 7. Juni 1969 endete die Selbstständigkeit des Dorfes mit der Eingemeindung in die Stadt Neustadt an der Weinstraße
.

## Politique

### Conseil du quartier
Le conseil de quartier de Hambach a 15 membres. Il est présidé par Ulrike Meisel.

### Armoiries
Les anciennes armoiries de la ville présentent un fer à cheval avec un bonnet argenté avec ses 7 clous le tout sur fond vert.

## Monuments
Hambach possède plus de 100 bâtiments classés monument historique répartis en 3 zones.
Sur le Schlossberg (mont du château) se trouve le château de la ville, aussi connu sous le nom de « Kästenburg » (château fort des châtaigniers en langage palatin) ou, depuis 1842, de « Maxburg »
(château fort de Max) d'après le nom du roi de Bavière Maximilien II.
L'église fortifiée de la ville date également du Moyen Âge.
L'ancien hôtel-de-ville date de 1739. Il fut construit par l'Archevêque, cardinal et chevalier de l'ordre Teutonique Damien de Schönborn-Buchheim.
Dans Unterhambach se trouve le poste de garde forestier de l'évêché. La commune est également parsemée de fontaines.

### Événement périodique
LAndergasser Fest (fête de l'Andergasse) est une des plus grandes fêtes du vin du Palatinat et a lieu chaque année en mai.
Elle commence par l'érection de l'arbre de mai dans l'Obergasse ainsi que la danse sur des tonneaux des vignerons locaux.
Les bar à vins répandus sur toute la fête, propose, en plus de la boisson locale, de nombreuses spécialités locales.
D'autres événements ont lieu chaque année comme la Brunnen- und Gässelfest (fête des fontaines) le 3e week-end de juin, la Jakobus-Kerwe (Kermesse de Jacques) le dernier week-end de juillet, 
Culivino le samedi et dimanche de pentecôte.

## Économie et infrastructures

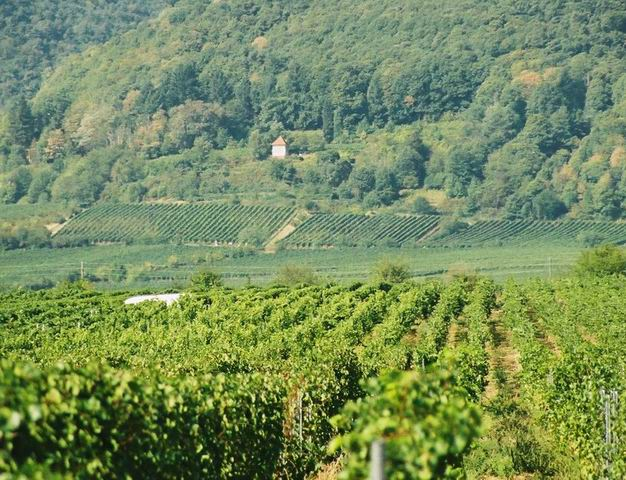
Weinberge près de Hambach

### Économie
Le climat local est propice à la culture de la vigne.
Les appellations de la commune sont Feuer, Kaiserstuhl, Kirchberg, Römerbrunnen et Schlossberg.
Les châtaignes, amandes, figues et les agrumes sont également récoltées en quantité dans les environs.
Hambach est également un lieu de villégiature reconnu possédant notamment une piscine en plein air chauffée.

### Démographie
La ville compte 5 500 habitants ce qui en fait le plus gros quartier de Neustadt.
Ses coteaux en font l'un des quartiers les plus huppés de Neustadt. La Römerweg est particulièrement bien située.

### Transport
Le principal axe routier relié à Hambach est l'autoroute B65, sortie Neustadt-Süd qui relie à Karlsruhe et Ludwigshafen.
L'ancienne route nationale B 38 est également importante pour la commune, dans celle-ci elle porte le nom de Weinstraße, la rue du vin. Elle permet de rejoindre Neustadt au nord et Diedesfeld au sud.

## Personnalités

### Personnalités nées dans la commune
- Jakob Friedrich Bussereau (1863–1919), ecclésiaste catholique
- Emil Josef Clade (1916–2010), aviateur allemand

### Personnalités liées à la commune
- Karolina Burger (1879–1949), katholische Lehrerin und Stiftsgründerin, 1898 als Krankheitsvertretung in Hambach
- Johannes von Geissel (1796–1864), ecclésiaste catholique, d'abord chapelain à Hambach avant de devenir évêque de Spires puis Archevêque de Cologne puis cardinal
- Georg Grohé (1846–1919), viticulteur et marchand de vin, député au Reichstag, maire du village
- Franz Xaver Remling (1803–1873), ecclésiaste catholique, 1833–1852 Pfarrer prêtre de Hambach, puis travaillant pour l'évêché du diocèse de Spires, auteur d'ouvrages historiques
- Franz Schwarzwälder (né en 1949), gardien de but, grandit à Hambach